# Massimo Fondelli
Massimo Fondelli dit Mamo (né le 9 février 1954 à Camogli) est un joueur de water-polo italien, avec plus de 200 sélections en équipe italienne.
Il est champion du monde en 1978.